# Kayser Gusztáv Adolf
Kayser Gusztáv Adolf (Nagyszeben, 1817. szeptember 24. – Nagyszeben, 1878. június 10.)  gyógyszerész, botanikus.

## Életrajza
Erdélyi szász gyógyszerész családban született 1817. szeptember 24-én. Apja, Kayser Johann Georg (1786–1820) is gyógyszerész volt, és 1809-től 1820-ig a város egyik legrégibb, 1609-ben alapított Fekete Medve gyógyszertárának a tulajdonosa. Iskoláit szülővárosában végezte, gyakornoki idejét is itt kezdi Molnár gyógyszerésznél a Császári Sas gyógyszertárban, majd a neves botanikus-gyógyszerésznél, Kladny Friedrichnél töltötte. 
A tirocinális vizsga letétele után 1838-ban Bécsbe ment, ahol 1839 és 1841 között a Politechnikai Intézetben vegyészetet tanult, és a medgyesi származású Meissner-Traugott Pál laboratóriumában is dolgozott. 1841 és 1842-ben a bécsi egyetemen tanult, ahol megkapta a gyógyszerészmesteri oklevelet az acidum benzoicum és készítményeivel kapcsolatos dolgozatáért. Ezután az 1843/44-es tanévben bölcsészhallgató volt Berlinben; itt jelent meg első dolgozata, amelyben az oxálsavval és kettős sóival foglalkozik. Ezután még Gießenbe ment, majd Heidelbergbe Liebig professzor mellé, ahol a Jalappa-gyanták kémiai vizsgálatát végzi, és ennek eredményeképpen 1844-ben megkapta a bölcsészdoktori oklevelét. 
1844-ben hazament Erdélybe, átvette a családi gyógyszertár vezetését, ami apja halála óta Mauksch József Frigyes kezében volt. 1847-ben az Országos Gyógyszerész-Egyesület közgyűlésén a VI. kerület (Erdély) 3. járásának (a nagyszebeni) elnökévé választották meg. A gyógyszerészek szakmai és érdekvédelmi egyesületén kívül 1849-ben a helybéli Természettudományi Egyesület alapításának kezdeményezője, majd vezetőségi tagja lett.
Szülővárosában, Nagyszebenben érte a halál 61 évesen, 1878. június 10-én.

## Munkássága
A Nagyszebeni Természettudományi Egyesület egyik vezető tagja volt. Nemcsak gyógyszerészként volt ismert, hanem a neves botanikusok közt is számon tartották Erdély flórájának lelkes kutatójaként; egyedülálló herbáriuma 1800 fajt tartalmazott. Egyebek között 1850 júniusában Hohenbühel-Heufler Lajossal és Schur Ferdinanddal együtt tanulmányozta az erdélyi Árpásvölgy flóráját. Jelentős volt könyvtára is, sokat foglalkozott írással, több műve befejezetlen maradt.

## Főbb munkái
- Chemische Untersuchung des Jalappenharzes (Heidelberg, 1844)